# Botåsen
Botåsen är ett naturreservat i Lekebergs kommun i Örebro län.
Området är naturskyddat sedan 2005 och är 19 hektar stort. Reservatet utgör ett drumlinlandskap utgörs av två delar. marken har använts som betesmark och är bevuxen med ek och hassel. 